# Liste der Bodendenkmäler in Oberammergau
Auf dieser Seite sind die Bodendenkmäler in der oberbayerischen Gemeinde Oberammergau zusammengestellt. Diese Tabelle ist eine Teilliste der Liste der Bodendenkmäler in Bayern. Grundlage ist die Bayerische Denkmalliste, die auf Basis des Bayerischen Denkmalschutzgesetzes vom 1. Oktober 1973 erstmals erstellt wurde und seither durch das Bayerische Landesamt für Denkmalpflege geführt wird. Die folgenden Angaben ersetzen nicht die rechtsverbindliche Auskunft der Denkmalschutzbehörde.

## Bodendenkmäler der Gemeinde

### Bodendenkmäler in der Gemarkung Oberammergau
| Lage                                          | Objekt | Akten-Nr.     | Bild           |
| --------------------------------------------- | --- | ------------- | -------------- |
| Oberammergau am Wahrbichl (Standort)          | Körpergräber des frühen Mittelalters sowie Hofwüstung des späten Mittelalters und der frühen Neuzeit.                                                                                             | D-1-8332-0008 |                |
| Oberammergau hinter Im Winkel 2 (Standort)    | Körpergräber des frühen Mittelalters. | D-1-8332-0059 |                |
| Oberammergau auf dem Döttenbichl (Standort)   | Opferplatz der späten Latènezeit und der frühen römischen Kaiserzeit (Döttenbichl). | D-1-8432-0029 |                |
| Oberammergau auf dem Rainenbichl (Standort)   | Siedlung der späten Latènezeit und der frühen römischen Kaiserzeit (Rainenbichl). | D-1-8432-0041 |                |
| Oberammergau Ettaler Straße 1 (Standort)      | Untertägige mittelalterliche und frühneuzeitliche Befunde im Bereich der Pfarrkirche St. Peter und Paul von Oberammergau und ihrer Vorgängerbauten. Siehe auch: St. Peter und Paul (Oberammergau) | D-1-8432-0044 | weitere Bilder |
| Oberammergau Ludwig-Lang-Straße 61 (Standort) | Untertägige frühneuzeitliche Befunde im Bereich der Kapelle St. Gregor in Oberammergau. | D-1-8432-0046 | weitere Bilder |